# Dimension Films
Dimension Films ist eine US-amerikanische Filmproduktions- und Verleihgesellschaft, die als Ableger von Miramax Films entstanden ist und sich hauptsächlich auf die Genres Horror, Action und Thriller konzentriert.
Dimension Films wurde 1993 von Bob Weinstein gegründet. Miramax wurde im selben Jahr an Disney verkauft und nach Unstimmigkeiten erfolgte 2005 aufgrund einer vertraglichen Option die Auflösung beider Verträge. Ab diesem Zeitpunkt erschienen neue Filme unter The Weinstein Company / Dimension Films.

## Auswahl bekannter Filme
- Kinder des Zorns 2 – Tödliche Ernte (1993)
- Men of War (1994)
- The Crow – Die Krähe (1994)
- Halloween VI – Der Fluch des Michael Myers (1995)
- From Dusk Till Dawn (1996)
- Hellraiser IV – Bloodline (1996)
- Scream – Schrei! (1996)
- Scream 2 (1997)
- Halloween H20 (1998)
- The Faculty (1998)
- Scream 3 (2000)
- Scary Movie (2000)
- Dracula (2000)
- Scary Movie 2 (2001)
- Spy Kids (2001)
- The Others (2001)
- Equilibrium (2002)
- Halloween: Resurrection (2002)
- Hellraiser: Hellseeker (2002)
- Scary Movie 3 (2003)
- Starsky & Hutch (2004)
- Verflucht (2005)
- Sin City (2005)
- The Amityville Horror (2005)
- Wolf Creek (2005)
- Scary Movie 4 (2006)
- Zimmer 1408 (2007)
- Grindhouse (Death Proof/Planet Terror) (2007)
- Halloween (2007)
- Rogue – Im falschen Revier (2007)
- Der Nebel (2007)
- Superhero Movie (2008)
- Piranha 3D (2010)
- Scre4m (2011)
- Piranha 2 (2012)
- Scary Movie 5 (2013)
- Hellraiser: Judgment (2018)